# Melosira

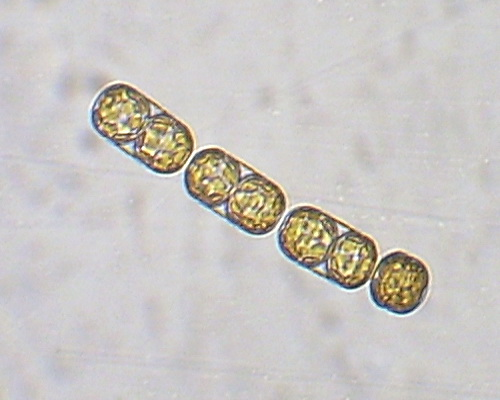
Melosira moniliformis

Melosira (griech. melos Glied und seira Schnur, Faden; also Gliedfaden) ist eine Gattung der Kieselalgen (Bacillariophyta) mit etwa 30 Arten, die im Süß- und Meerwasser vorkommen.

## Merkmale
Melosira ist eine zentrische Kieselalge. Sie bildet unverzweigte, einzellreihige Fäden. 
Die Einzelzellen haben die für Kieselalgen typische Schale aus zwei Theken. Diese ist in der Seitenansicht rechteckig oder rund, in Schalenansicht kreisrund. Die Zellen enthalten viele scheibenförmige oder etwas unregelmäßig geformte Plastiden, die durch Fucoxanthin goldbraun gefärbt sind. Die Zellen haben einen Durchmesser von 8 bis 80 Mikrometer.
Die ungeschlechtliche Fortpflanzung erfolgt durch die typische Zweiteilung der Kieselalgen, die zur Verkleinerung der Zellen führt. Dadurch verlängern sich die Fäden. Geschlechtliche Fortpflanzung erfolgt durch die für zentrische Kieselalgen charakteristische Oogamie. Im Anschluss an diese erfolgt die Zellverbreiterung im Verlauf der Auxosporenbildung. Die Bildung von Dauerzellen direkt aus vegetativen Zellen ist ebenfalls bekannt.

## Vorkommen
Melosira kommt im Plankton und im Sediment von stehenden und fließenden Gewässern vor, aber auch in Brack- und Meerwasser. 
Durch die Kettenbildung kann der Lebensraum des freien Wassers besser besetzt werden, als bei einzeln lebende Arten. Durch die ökonomischere Ausnutzung der begrenzt vorhandenen Oberflächen weichen sie dem Konkurrenzdruck etwas aus.